# Hans-Joachim Lemnitzer
Hans-Joachim Lemnitzer (* 1. August 1931 in Arnsbach bei Saalfeld) ist ein ehemaliger deutscher Außenhandelsfunktionär und Diplomat. Er war Handelsrat in Indien und Polen sowie Präsident der Kammer für Außenhandel der DDR.

## Leben
Lemnitzer absolvierte nach dem Besuch der Volks- und Oberschule die Außenhandelsschule in Plessow. Das Studium der Wirtschaftswissenschaften schloss er als Diplom-Ökonom ab und wurde 1954 Mitarbeiter im Außenhandelsapparat der DDR. 1955 arbeitete er als Leiter der Abteilung Handelspolitik beim Deutschen Innen- und Außenhandel Holz und Papier. Ab 1956 war er kurzzeitig Mitarbeiter, dann Leiter der DDR-Handelsvertretung in Birma. Ab 1960 war er Leiter der Abteilung Kulturwaren im Ministerium für Außenhandel und Innerdeutschen Handel und ab 1963 Leiter der Hauptverwaltung Leichtindustrie. Von 1964 bis 1969 wirkte er als Handelsrat an der DDR-Handelsvertretung in Neu-Delhi. Von 1969 bis 1971 war er Generaldirektor der Polygraph Export GmbH bzw. des Außenhandelsunternehmens LIMEX. Ab 1971 fungierte er als Generaldirektor der Handelsgruppe DDR-Indien bei der Kammer für Außenhandel. Anschließend war er als Handelsrat an der DDR-Botschaft in Warschau tätig. Von 1984 bis 1990 wirkte er als Präsident der Kammer für Außenhandel (Nachfolger von Otto Weitkus).
Lemnitzer war Mitglied der SED.

## Auszeichnungen
- Vaterländischer Verdienstorden in Bronze (1969) und in Silber (1981)
- Verdienstmedaille der DDR